# Rajino Polje
Rajino Polje is een plaats in de gemeente Čačinci in de Kroatische provincie Virovitica-Podravina. De plaats telt 46 inwoners (2001).